# Cerkiew św. Michała Archanioła w Hercegu Novim
Cerkiew św. Michała Archanioła – serbska prawosławna cerkiew w Hercegu Novim.

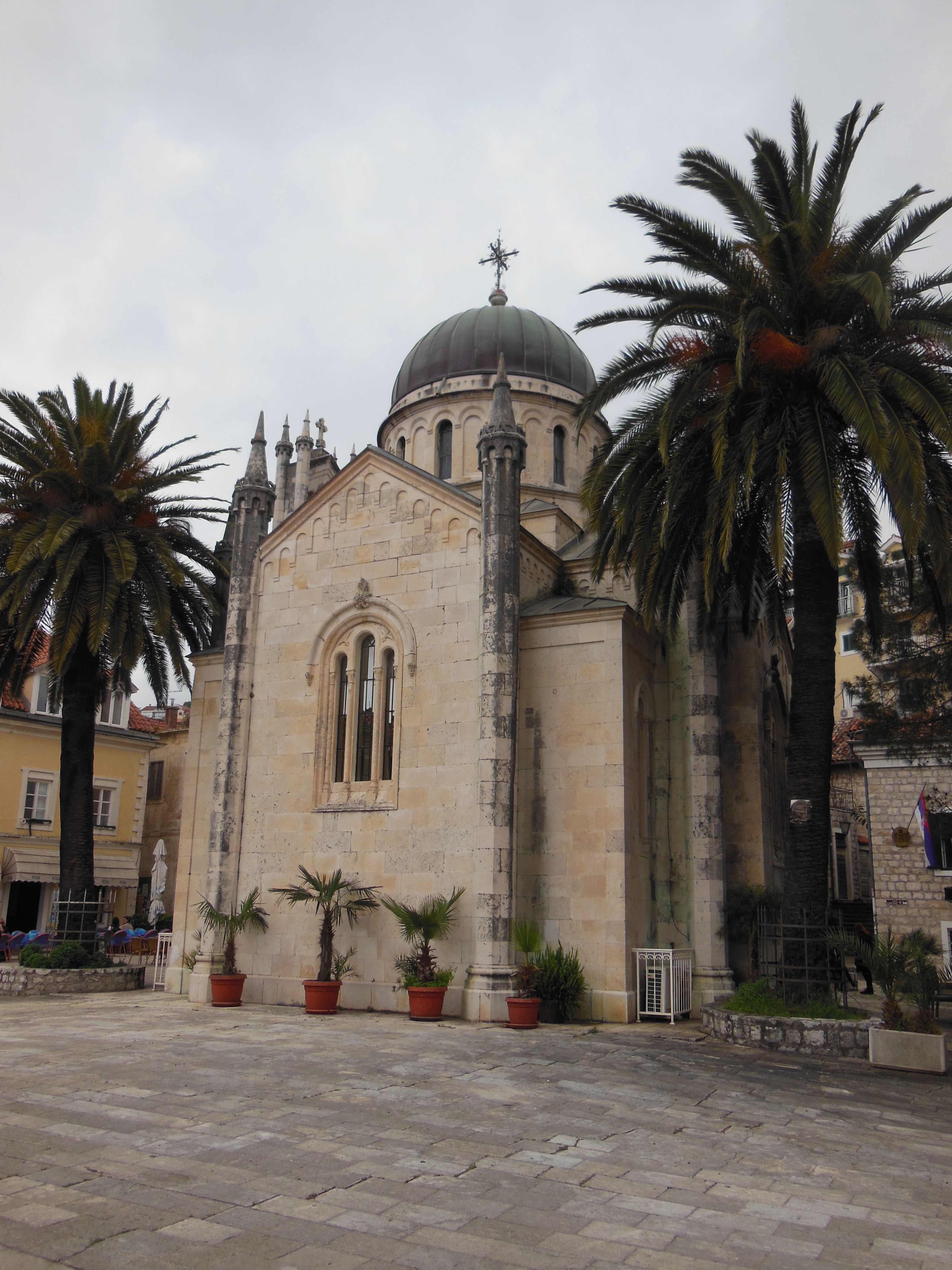

Świątynia powstała w latach 1883–1905, jest zbudowana w stylu eklektycznym. Przy obiekcie pracowało kilku architektów; prace zakończył Milan Karlovac. W jej architekturze widoczne są nawiązania do architektury gotyckiej, romańskiej i bizantyńskiej, a nawet do elementów architektury typowej dla kręgu kulturowego islamu. Fasadę wzniesionej na planie krzyża cerkwi zdobi rozeta oraz portal wsparty na dwóch półkolumnach, z freskiem w tympanonie, okna w obiekcie są półkoliste. Cztery ostro zakończone niewielkie wieżyczki w narożnikach obiektu przypominają minarety. Fasadę świątyni zdobi wysoki szczyt ze strzelistymi sterczynami. We wnętrzu zachował się dwudziestowieczny ikonostas wyrzeźbiony we włoskim marmurze. Jego autorem jest mistrz Bilinić ze Splitu; ikony napisał czeski artysta Franjo Cigler.